# 박성근
박성근(朴成根, ? - 1488년 8월 22일)은 조선 사람으로 군수(郡守) 박윤창(朴允昌)의 아들이며 어우동(於宇同)의 친정 오빠였다. 충청북도 음성군 음죽현(陰竹縣) 사람이다.
어렸을 때 그의 어머니 정씨(鄭氏)의 불륜 장면을 목격한 그는 사람들에게 말하기를, ‘나는 어미가 잠잘 때에 발이 넷이 있는 것을 보았다.’ 하였더니 이후 어머니 정씨는 이 일로 그를 미워하고, 밤이 되면 반드시 박성근을 궤짝 속에 감금시켰으며, 의복이나 음식은 비복의 소생과 다름이 없었다 한다.
그가 장성함에 이르러 또한 토지와 노비를 적게 주어서 박성근이 이것을 원망하더니, 종형(從兄)집의 종 내은산(內隱山)·내은동(內隱同)과 공모(共謀)하고는 정씨가 그의 조카 정소(鄭韶)의 집에 가 있음으로 인하여 드디어 정씨의 종 왕석(往石)과 내은동·내은산 등을 강도같이 만들어 가서 살해하였다. 그는 의금부에 체포되어 형문을 받던 중 옥사하였다. 이후 함께 체포된 누군가 박성근이 정소(鄭韶)와 함께 꾀했다고 진술하였다.

## 같이 보기
- 어우동
- 방산수
- 유감동
- 이구지